# کالایوکی (رود)
کالایوکی (انگلیسی: Kalajoki) (به معنای واقعی کلمه رود ماهی) رودخانه ای به طول ۱۳۰ کیلومتر (۸۰ مایل) در استروبوتنیای شمالی فنلاند است. سرچشمه رودخانه نزدیک هاپایروی و دهانه آن در کالایوکی است که سرانجام رودخانه به دریای بالتیک می‌ریزد.